# Johann Olav Koss
Johann Olav Koss (* 29. října 1968 Drammen) je bývalý norský rychlobruslař.
Prvního juniorského světového šampionátu se zúčastnil v roce 1986, na začátku roku 1988 debutoval ve Světovém poháru a na seniorském Mistrovství světa ve víceboji. První medaili, zlatou, vybojoval na světovém vícebojařském šampionátu 1990. V sezóně 1989/1990 zvítězil také v celkovém hodnocení Světového poháru na tratích 1500 m. Toto prvenství se mu podařilo obhájit i v sezóně 1990/1991, kdy zároveň triumfoval v celkovém hodnocení na dlouhých tratích 5000 m/10 000 m. V této disciplíně byl první rovněž v ročníku 1993/1994. V roce 1991 vyhrál jak kontinentální, tak i světový šampionát ve víceboji, i v následujících letech získal na těchto akcích další medaile (jedno zlato, stříbro a bronz na MS a tři stříbra na ME). Startoval na zimních olympijských hrách v letech 1992, kde vybojoval zlatou (1500 m) a stříbrnou (10 000 m) medaili (kromě toho byl sedmý na pětikilometrové distanci), a 1994. Právě na olympiádě v Lillehammeru zvítězil na všech třech distancích (1500 m, 5000 m a 10 000 m), kterých se účastnil, navíc pokaždé v novém světovém rekordu, z nichž dva nebyly pokořeny dříve, než se začal používat jiný druh bruslí, tzv. „klapačky“. Po sezóně 1993/1994 ukončil sportovní kariéru.
V letech 1990, 1991 a 1994 obdržel cenu Oscara Mathisena.